# Podengo portugalski

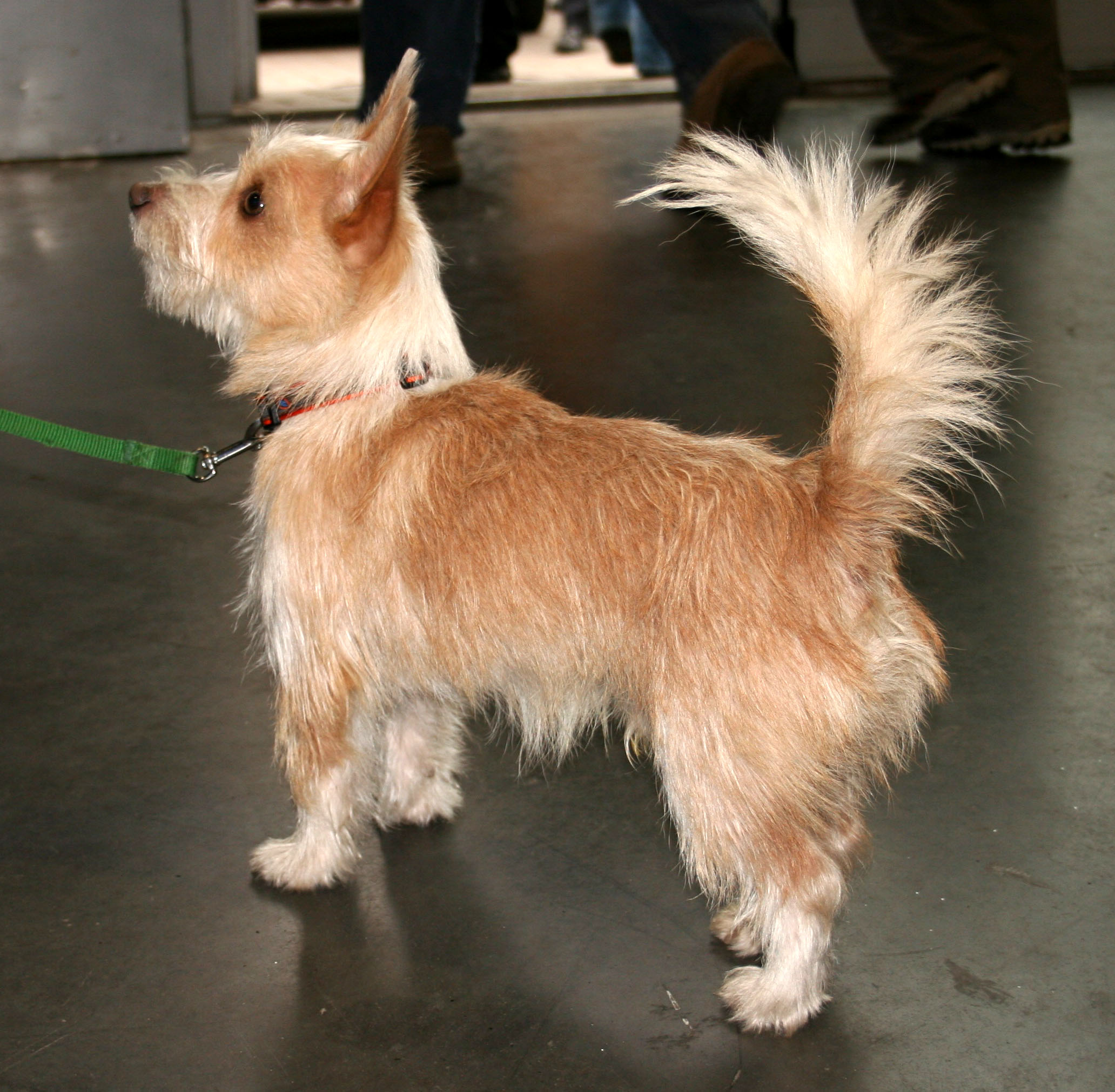
Podengo portugalski – odmiana miniaturowa o włosie szorstkim

Podengo portugalski — rasa psów zaliczana do grupy szpiców i psów w typie pierwotnym, do sekcji pierwotnych psów myśliwskich. Nie podlega próbom pracy.

## Wygląd
Rasa ta występuje w trzech odmianach wielkościowych: 
- miniaturowej, której wymiary wynoszą (pequeno) 20–30 cm, u której masa ciała waha się w granicach 4–5 kg,
- średniej (medio), o wysokości 40–55 cm i masie 16–20 kg,
- dużej (grande), osiągającej wysokość w kłębie 55–70 cm.

Ze względu na rodzaj włosa rozróżnia się odmianę szorstkowłosą (pelo cerdoso), oraz krótkowłosy (pelo liso).
Niezależnie od odmiany jest to pies o dobrych proporcjach. Głowa sucha zwężająca się ku końcowi. Stop jest słabo zaznaczony. Barwa trufli ciemniejsza od maści ale nie czarna. Fafle przylegające, cienkie i mocne. Zgryz normalny. Oczy niezbyt wydatne. Uszy duże, trójkątne, stojące. Ogon mocny, gruby, średniej długości. Ruch żwawy, zwinny. Skóra cienka, dobrze przylegająca, błony śluzowe ciemniejsze niż sierść, najlepiej czarne.

## Zachowanie i charakter
Podengo portugalski jest żywym i wesołym psem, skorym do zabaw, o usposobieniu porównywalnym do teriera. Inteligentny i czujny, posiada silną pasję łowiecką.

## Użytkowość
Podengo portugalski jest psem myśliwskim, wykorzystywanym jako pies tropiący lub jako norowiec. Używany do polowań na króliki, skąd wywodzi się jego druga nazwa ,,pies na króliki". Może polować zarówno pojedynczo, jak i w sforze. W swoim kraju wykorzystywany jako pies stróżujący oraz pies do towarzystwa.